# FA Cup 1880-1881
La FA Cup 1880-81 è stata la decima edizione della competizione calcistica più antica del mondo. È stata vinta dagli Old Carthusians contro gli Old Etonians.

## Primo Turno
| Squadra Locale        | Punteggio                              | Squadra Ospite      | Data             |
| --------------------- | -------------------------------------- | ------------------- | ---------------- |
| Turton                | 5–0                                    | Brigg Britannia     | 16 ottobre 1880  |
| Old Carthusians       | 7–0                                    | Saffron Walden      | 23 ottobre 1880  |
| Astley Bridge         | 4–0                                    | Eagley              | 30 ottobre 1880  |
| Aston Villa           | 5–3                                    | Wednesbury Town     | 30 ottobre 1880  |
| Blackburn Rovers      | 6–2                                    | Providence          | 30 ottobre 1880  |
| Marlow                | 6–0                                    | Clarence            | 30 ottobre 1880  |
| Sheffield             | 5–4                                    | Blackburn Olympic   | 30 ottobre 1880  |
| Notts County          | 4–4                                    | Derbyshire          | 4 novembre 1880  |
| Brentwood             | 0–10                                   | Old Etonians        | 6 novembre 1880  |
| Hertfordshire Rangers | 6–0                                    | Barnes              | 6 novembre 1880  |
| Spilsby               | 0-7                                    | Stafford Road Works | 6 novembre 1880  |
| St. Peter's Institute | 1–8                                    | Hendon              | 6 novembre 1880  |
| Swifts                | 1–1                                    | Old Foresters       | 6 novembre 1880  |
| West End              | 1–0                                    | Hanover             | 6 novembre 1880  |
| Calthorpe             | 1–2                                    | Grantham            | 11 novembre 1880 |
| Acton                 | 1–1                                    | Kildare             | 13 novembre 1880 |
| Clapham Rovers        | 15–0                                   | Finchley            | 13 novembre 1880 |
| Darwen                | 8–0                                    | Brigg               | 13 novembre 1880 |
| Grey Friars           | 0–0                                    | Windsor Home Park   | 13 novembre 1880 |
| Maidenhead            | 1–1                                    | Old Harrovians      | 13 novembre 1880 |
| Mosquitoes            | 1-8                                    | Upton Park          | 13 novembre 1880 |
| Reading               | 5–1                                    | Hotspur             | 13 novembre 1880 |
| Reading Abbey         | 1–0                                    | St. Albans          | 13 novembre 1880 |
| Rochester             | 1–2                                    | Dreadnought         | 13 novembre 1880 |
| Romford               | 1–1                                    | Reading Minster     | 13 novembre 1880 |
| Royal Engineers       | 0–0                                    | Remnants            | 13 novembre 1880 |
| Weybridge             | 3–1                                    | Henley              | 13 novembre 1880 |
| Nottingham Forest     | Qualificata per ritiro dell'avversaria | Caius College       |                  |
| Pilgrims              | Qualificato per ritiro dell'avversaria | Old Philberdians    |                  |
| Rangers               | Qualificata per ritiro dell'avversaria | Wanderers           |                  |
| The Wednesday         | Qualificata per ritiro dell'avversaria | Queen's Park        |                  |

### Replay
| Squadra Locale    | Punteggio                              | Squadra Ospite  | Data             |
| ----------------- | -------------------------------------- | --------------- | ---------------- |
| Kildare           | 0–5                                    | Acton           | 20 novembre 1880 |
| Old Foresters     | 1–2                                    | Swifts          | 20 novembre 1880 |
| Old Harrovians    | 0–1                                    | Maidenhead      | 20 novembre 1880 |
| Remnants          | 0–1                                    | Royal Engineers | 20 novembre 1880 |
| Windsor Home Park | 1–3                                    | Grey Friars     | 20 novembre 1880 |
| Derbyshire        | 2–4                                    | Notts County    | 27 novembre 1880 |
| Romford           | Qualificata per ritiro dell'avversaria | Reading Minster |                  |

## Secondo Turno
| Squadra Locale        | Punteggio                                       | Squadra Ospite      | Data             |
| --------------------- | ----------------------------------------------- | ------------------- | ---------------- |
| Nottingham Forest     | 1–2                                             | Aston Villa         | 4 dicembre 1880  |
| Old Etonians          | 2–0                                             | Hendon              | 4 dicembre 1880  |
| Royal Engineers       | 1–0                                             | Pilgrims            | 9 dicembre 1880  |
| Grantham              | 1–1                                             | Stafford Road Works | 11 dicembre 1880 |
| Marlow                | 4–0                                             | West End            | 11 dicembre 1880 |
| Grey Friars           | 1–0                                             | Maidenhead          | 11 dicembre 1880 |
| Old Carthusians       | 5–1                                             | Dreadnought         | 11 dicembre 1880 |
| Reading Abbey         | 2–1                                             | Acton               | 11 dicembre 1880 |
| Astley Bridge         | 0–3                                             | Turton              | 18 dicembre 1880 |
| Blackburn Rovers      | 0–4                                             | The Wednesday       | 18 dicembre 1880 |
| Reading               | 0–1                                             | Swifts              | 18 dicembre 1880 |
| Sheffield             | 1–5                                             | Darwen              | 18 dicembre 1880 |
| Weybridge             | 0–3                                             | Upton Park          | 18 dicembre 1880 |
| Clapham Rovers        | Qualificata automaticamente al turno successivo |                     |                  |
| Hertfordshire Rangers | Qualificata automaticamente al turno successivo |                     |                  |
| Notts County          | Qualificata automaticamente al turno successivo |                     |                  |
| Romford               | Qualificata automaticamente al turno successivo |                     |                  |
| Rangers               | Qualificata automaticamente al turno successivo |                     |                  |

### Replay
| Squadra Locale      | Punteggio | Squadra Ospite | Data             |
| ------------------- | --------- | -------------- | ---------------- |
| Stafford Road Works | 7–1       | Grantham       | 16 dicembre 1880 |

## Terzo Turno
| Squadra Locale      | Punteggio                                       | Squadra Ospite        | Data             |
| ------------------- | ----------------------------------------------- | --------------------- | ---------------- |
| Clapham Rovers      | 2–1                                             | Swifts                | 8 gennaio 1881   |
| Turton              | 0–2                                             | The Wednesday         | 8 gennaio 1881   |
| Old Etonians        | 3-0                                             | Hertfordshire Rangers | 5 febbraio 1881  |
| Royal Engineers     | 6–0                                             | Rangers               | 9 febbraio 1881  |
| Notts County        | 1–3                                             | Aston Villa           | 12 febbraio 1881 |
| Romford             | 2–0                                             | Reading Abbey         | 12 febbraio 1881 |
| Darwen              | Qualificata automaticamente al turno successivo |                       |                  |
| Marlow              | Qualificata automaticamente al turno successivo |                       |                  |
| Grey Friars         | Qualificata automaticamente al turno successivo |                       |                  |
| Upton Park          | Qualificata automaticamente al turno successivo |                       |                  |
| Stafford Road Works | Qualificata automaticamente al turno successivo |                       |                  |

## Quarto Turno
| Squadra Locale  | Punteggio | Squadra Ospite      | Data             |
| --------------- | --------- | ------------------- | ---------------- |
| Darwen          | 5–2       | Sheffield Wednesday | 5 febbraio 1881  |
| Clapham Rovers  | 5–4       | Upton Park          | 12 febbraio 1881 |
| Aston Villa     | 2–3       | Stafford Road Works | 19 febbraio 1881 |
| Grey Friars     | 0-4       | Old Etonians        | 19 febbraio 1881 |
| Old Carthusians | 2–0       | Royal Engineers     | 19 febbraio 1881 |
| Romford         | 2–1       | Marlow              | 19 febbraio 1881 |

## Quarti di Finale
| Squadra Locale      | Punteggio | Squadra Ospite | Data          |
| ------------------- | --------- | -------------- | ------------- |
| Darwen              | 15–0      | Romford        | 5 marzo 1881  |
| Old Carthusians     | 3–1       | Clapham Rovers | 19 marzo 1881 |
| Stafford Road Works | 1–2       | Old Etonians   | 19 marzo 1881 |

## Semifinale
| Squadra Locale  | Punteggio                                       | Squadra Ospite | Data          |
| --------------- | ----------------------------------------------- | -------------- | ------------- |
| Old Carthusians | 4–1                                             | Darwen         | 26 marzo 1881 |
| Old Etonians    | Qualificata automaticamente al turno successivo |                |               |

## Finale
| Arbitro: | W. Pierce Dix |

|                                                   |           |  |
| Teddy Wynyard Edward Hagarty Perry Alexander Todd | Marcatori |  |